# Tihomir Kostadinov
Pour les articles homonymes, voir Kostadinov.
Tihomir Kostadinov (en macédonien : Тихомир Костадинов) est un footballeur international macédonien né le 4 mars 1996 à Valandovo. Il évolue au poste de milieu.

## Biographie

### En club
Tihomir Kostadinov débute sur les terrains au sein du club serbe du FK Moravac Mrštane (en) en 2014,.
Durant l'année 2015, il est joueur du FK Teteks Tetovo en Macédoine,.
Kostadinov rejoint la Slovaquie et le club du  Dukla Banská Bystrica qu'il représente durant la saison 2015-2016,.
Il dispute la saison 2016-2017 avec le ViOn Zlaté Moravce,.
Depuis janvier 2022, il évolue sous les couleurs du Piast Gliwice.

### En équipe nationale
Avec les espoirs, il se met en évidence lors des éliminatoires du championnat d'Europe espoirs 2019, en marquant un triplé contre l'Arménie, puis un but contre la Serbie.
International macédonien, il reçoit sa première sélection en équipe de Macédoine du Nord lors d'un match de qualification pour l'Euro 2020 contre l'équipe d'Autriche le 16 novembre 2019,.
Il fait partie du groupe macédonien qui dispute l'Euro 2020. Lors de cette compétition, il joue deux matchs de phase de groupe contre l'Autriche et les Pays-Bas.